# Teodor Baró i Sureda
Teodor Baró i Sureda (Figueres, 21 de gener de 1842 – Malgrat de Mar, 22 de setembre de 1916) fou un advocat, polític, periodista i escriptor català. Va conrear aspectes diversos dins el camp literari (teoria, novel·la, poesia, teatre) però es dedicà principalment al periodisme, seguint la línia de Mañé i Flaquer al Diario de Barcelona. Com a polític, vinculat al Partit Liberal de Sagasta, ocupà diversos càrrecs en diferents ciutats espanyoles.

## Biografia
Llicenciat en filosofia. D'idees liberals moderades, des del 1865 va formar part de diversos cercles liberals. El 1874 fou nomenat regidor de l'Ajuntament de Barcelona. Es va unir al Partit Liberal Fusionista amb el que fou elegit diputat per Barcelona a les eleccions generals espanyoles de 1881 i de 1884, arribant presidir el Comitè Provincial Fusionista. També fou nomenat governador civil de Màlaga (1883), Sevilla (1884) i la Corunya (1885). També fou nomenat director general de Beneficència i Sanitat, des d’on va organitzar el cos de Sanitat Marítima, i després delegat d’Ensenyament Primari en els diferents governs liberals. Alhora, era director de La Crónica de Cataluña des del 1879, que donava suport a la política de Práxedes Mateo Sagasta, perjudicial als interessos catalans i enfrontat a la línia política de Rius i Taulet; fet que el va obligar a presentar-se pel districte de Xinzo de Limia a les eleccions generals espanyoles de 1886. Fou escollit novament diputat, aquest cop pel districte de Figueres, a les eleccions generals espanyoles de 1893, i fou un dels mantenidors dels Jocs Florals del Barcelona de 1896. Finalment, a partir del 1898, es va aproximar al reformisme de Polavieja.
Es va incorporar al Diario de Barcelona, del qual en serà director dues vegades: la primera entre 1902 i 1903, amb la mort de Joan Mañé i Flaquer, i finalment entre 1906 i 1912 arran de la destitució de Miquel dels Sants Oliver. Durant els seus mandats, el "Diario" adquirí un tarannà més conservador. El 1902 va ingressar a l'Acadèmia de Bones Lletres i va escriure el tractat El periodismo (1902), en què detalla les seves anècdotes personals, la seva teoria sobre la funció del periodisme, estil i gèneres, l’ètica professional, el bilingüisme (adoptà un to moderat proper a Gaziel) i model hemerològic. També va escriure algunes peces de costums en català. Fou membre numerari de la Reial Acadèmia de la Llengua Espanyola.

## Obra literària
Teatre
- Qui de sa casa n'es cuyda..! o ¡Quien mucho abarca!... (1867), comèdia en un acte i en vers. Estrenada al teatre Romea de Barcelona, el 6 de maig.
- La guerra civil (1868). Estrenada al teatre Romea de Barcelona, el 10 de gener.
- La casa sens govern (1868). Estrenada al teatre Romea de Barcelona, el 20 de gener.
- A so de tabals (1868). Estrenada al teatre Romea de Barcelona, el 12 de novembre.
- No es tot or lo que llu (1871). Estrenada al teatre Romea de Barcelona.
- Pardalets al cap (1871), sarsuela
- Lo secret del nunci (1873), comèdia. Estrenada al teatre Romea de Barcelona, el 9 de novembre.
- El joch dels disbarats (1884), comèdia. Estrenada al teatre Romea de Barcelona, el 25 de novembre.
- L'auca del fadrí barber (1886), comèdia. Estrenada al teatre Romea de Barcelona, el 2 de març.
- L'olla de grills (1887), comèdia. Estrenada al teatre Romea de Barcelona, el 4 de gener.
- Lo senyor Matxaca (1888), comèdia. Estrenada al teatre Romea de Barcelona, el 6 de novembre.
- Cuentos del Ampurdán (1896) (en castellà)[4]
- Lo general "No Importa" (1896), drama. Estrenat al teatre Romea de Barcelona, l'11 de febrer.
- Lo gec d'en Migranya (1896), sainet en un acte i en prosa, original de Teodor Baró, estrenat al teatre Teatre Romea de Barcelona, la nit de l'1 de maig de 1896.
- L'estació de la Granota (1897)
- L'apotecari de Malgrat (1897), comèdia
- El senyor secretari, comèdia en tres actes. Estrenada al Teatre Principal de Barcelona, el 29 de gener de 1898.
- SUREDA Y C.A, comedia en tres actes. (1899)
- Lo senyor Batlle, comèdia

Novel·la
- Juan Alcarreño, novel·la
- En la Corte, novel·la
- Tramontana, novel·la
- Un drama en la aldea, novel·la
- Luz i tinieblas, novel·la
- El noi del porter, novel·la costumista
- El tren de tres quarts de quinze, novel·la costumista
- El gec d'en Migranya, novel·la costumista
- L'hostal de la granota, novel·la costumista

Història
- Resumen de la historia de España y universal
- Paginas de la historia de España para instrucción de los niños (Barcelona 1880)[1]
- Compendio de historia de España para las escuelas de enseñanza (Barcelona 1890)[1]
- Biografias de Catalanes ilustres (Barcelona 1906)[1]
- Compendio de historia universal (Barcelona 1907)[1]
- Va continuar l'obra de François Guizot, Historia de Francia
- Gloria a lo treball. Coro á tres veus y orquesta
- Lo Llobregat coro á veus solas
- Jorn de Festa. Coro á veus solas (1867)